# キンバングイズム
キンバングイズムとは、1921年に旧ベルギー領コンゴ（現コンゴ民主共和国）のシモン・キンバングによって創設された、イエス・キリストの特使シモン・キンバングによる地上のイエス・キリスト教会（フランス語：Église de Jésus Christ sur la Terre par son envoyé spécial Simon Kimbangu）によって広められ、また実践されている比較的新しい宗教運動である。それはキリスト教の一派と考えられている。大きな、独立したアフリカの教会であり、約550万人の信者を抱え、コンゴ中央州のンカンバに所在している。